# 岡村優太
岡村 優太（おかむら ゆうた、2002年8月26日 - ）は、ジャパンラグビーリーグワンの東芝ブレイブルーパス東京に所属しているラグビーユニオン選手。

## 来歴
小1の時に、鎌倉ラグビースクール（神奈川県）でラグビーを始める。父の仕事の関係で、中学時代は一時期イギリスで過ごし、地元のラグビークラブでプレーした経験を持つ。
東海大学付属大阪仰星高等学校（大阪市枚方市）に進学。高3で花園（全国高等学校ラグビーフットボール大会）に出場した。
東海大学では、2年時から先発出場を重ねる。
2025年2月7日、ジャパンラグビーリーグワンの東芝ブレイブルーパス東京に、アーリーエントリーでの加入を発表した。同年3月、東海大学卒業。